# 周墩县
周墩县，中国旧县名，由中共闽东临时特委建立。
建置前，周墩地区属福建省宁德县第五区，前身是东洋分县，由县佐驻治。1933年10月27日，闽东独立团和当地的中共游击队攻克咸村，后策动周墩镇（今狮城镇，即第五区行政中心:32）保安队起义，11月1日，在叶飞主持下，中共闽东临时特委建立了周墩县苏维埃政府及中共周墩县委，周愚弟任政府主席，该地也是闽东苏区实际控制的两个县治地域之一（另一个是柘洋苏区）。1935年在国民革命军的清剿下被国民政府收复，并在原宁德县第五区的基础上将该地升格为周墩特种区，抗日战争时期改称周宁县并沿用至今。:441